# 埃爾羅薩爾 (昆迪納馬卡省)

埃爾羅薩爾是哥倫比亞的城鎮，位於該國中部，由昆迪納馬卡省負責管轄，距離首府波哥大40公里，始建於1962年，面積166平方公里，海拔高度2,685米，年人口14,000。
4°51′00″N 74°16′00″W / 4.85°N 74.2667°W